# Na Corda Bamba (telenovela)
Na Corda Bamba é uma telenovela portuguesa transmitida pela TVI de 15 de setembro de 2019 a 15 de maio de 2020, substituindo Amar Depois de Amar e sendo substituída meses mais tarde por Amar Demais. Foi produzida pela Plural Entertainment e escrita por Rui Vilhena, com filmagens na Madeira e em Lisboa.
Foi protagonizada por Dalila Carmo, Pêpê Rapazote, Margarida Vila-Nova e Maria João Bastos.
No dia 6 de junho de 2022, a trama regressou à TVI para uma reposição, substituindo os extras do Big Brother - Desafio final. Com a estreia do Big Brother 2022, em setembro, o horário desta reposição passou a ficar ocupado pelos extras do reality show, sendo a telenovela interrompida sem qualquer explicação. Foi também em 2022 que começou a ser reposta na TVI Ficção. No primeiro trimestre de 2025, voltou à TVI Ficção, na "encarnação" deste canal apenas como canal FAST.

## Sinopse
Repleta de personagens e locais nobres, “Na Corda Bamba” prima pela surpresa constante e aborda uma questão universal: até onde estaria disposto a ir para realizar um sonho?

### 1ª temporada
Lúcia (Dalila Carmo) e Pipo (Pêpê Rapazote) são um casal com um forte segredo que envolve os seus filhos, o que os faz viver numa tensão constante, sempre na iminência de que se descubra que… os seus filhos são roubados! 
Uma imobiliária de luxo é um dos principais palcos da vida das personagens. Lúcia acabará por trabalhar aqui como consultora imobiliária e irá deparar-se com as mais variadas surpresas do passado. Deste universo emerge a decoradora brasileira Olívia Galvão (Maria João Bastos) que, com um gosto e requinte únicos, tem como obsessão o controlo pela qualidade.
Filho dos protagonistas, Gabriel (Rodrigo Trindade) é um chef viajado que cozinha para festas e eventos da alta sociedade. Aos poucos, ele tornar-se-á uma verdadeira celebridade digital com milhares de seguidores, um chef famoso e reconhecido pela sua cozinha criativa e sofisticada.
Sara (Margarida Vila-Nova), uma das personagens com mais incidência na história, espirituosa e carismática, é foster parent de animais. Para compensar uma grande perda do passado, ela acolhe múltiplos animais em casa, mimando-os até encontrar novos donos para eles.
Já Joana (Teresa Macedo), irmã da protagonista, possui um Estúdio de Yoga – um espaço simultaneamente enérgico e descontraído onde circulam pessoas que se preocupam com o seu bem-estar corporal e espiritual.
A trama tem também uma grande história de amor, rodeada de arte, design e criatividade. É na Papelaria Fonseca que ocorrem alguns encontros deste romance. É onde Edu (Rodrigo Tomás) compra materiais para a faculdade e onde a sua namorada Alice (Júlia Palha), filha dos protagonistas, acabará por trabalhar após uma inesperada reviravolta na sua vida…
Aquilo que Pipo nunca imaginou acontece: a mulher troca-o por outro e ele encontra-os em pleno ato. Envolvem-se numa cena de pancadaria e Pipo acaba… na cadeia
Desde que conheceu César (Marco Delgado) que a vida de Lúcia mudou. Continua a desejar manter a família que construiu ao lado de Pipo, mas o desejo carnal que sente pelo fotógrafo deixa a agente imobiliária numa dúvida constante. E não há volta a dar. A filha de Fernanda já não consegue esconder que está apaixonada pelo marido de Beatriz (São José Correia) e depois de ser apanhada por esta na cama com o fotógrafo, vai ver a sua vida sofrer uma grande reviravolta. César sai de casa e vai pedir abrigo a Lúcia. Esta acede e Pipo não coloca entraves, longe de saber que a mulher tem um amante. Mas o pior vai acontecer.
Certos de que o cobrador está a trabalhar em casa dos Montenegro e que podem estar à vontade, Lúcia e César cedem à paixão e voltam a fazer amor. O momento é de grande intensidade e nem se apercebem de que alguém abre a porta. É Pipo, que voltou a casa para ir buscar um objeto de que se tinha esquecido, que vai até ao quarto e encontra a mulher a fazer amor com o fotógrafo. O momento é de pânico geral e o cobrador vê o seu sonho de casamento perfeito desmoronar-se. Afinal, a mulher por quem sempre fez tudo, tem outro.

### 2ª temporada
No primeiro episódio da segunda temporada, a história dá um salto de três meses. Pipo foi preso, pois envolveu-se numa profunda zaragata com César, a polícia foi obrigada a intervir e levou o cobrador para a cadeia. Agora, de volta à liberdade, tem à porta da cadeia uma pessoa muito especial à sua espera: Olívia, que acredita que vai conseguir, finalmente, conquistar o motorista da irmã. Mas o cobrador é hoje um homem diferente e está em busca de uma vingança que promete tornar a trama uma verdadeira luta do bem contra o mal. Agora, Lúcia e Pipo serão rivais e farão de tudo para se prejudicar um ao outro.
A irmã de Marília continua decidida a investigar o paradeiro da suposta filha de Sara e consegue finalmente saber toda a verdade. A brasileira acredita que Alice é a filha da amiga e pensa numa forma de ganhar algo com essa informação. Assim, procura Octávio na Diamond Homes e convida-o para irem tomar um café 
e conversarem com calma. 
Ele acha estranho o convite, mas aceita. Seguem os dois no carro do marido de Carmo e Olívia não perde tempo e vai direta ao assunto. Manipuladora, começa a revelar que sabe que foi ele quem roubou o bebé de Sara e que não o devia ter feito. A discussão sobe de tom e, de repente, o carro guina e despista-se, provocando um aparatoso acidente. Olívia e Octávio ficam entre a vida e a morte.
Alice caminha junto ao rio quando recebe uma chamada do ex-namorado para ir ver o seu banco finalizado. Edu fala de modo insinuante com Alice e os dois beijam-se, apaixonados.
Gabriel diz, desolado, ao amigo que toda a sua vida está a ruir e não sabe o que fazer. Leonardo abraça-o, protetor, e acabam por se beijar.

## Elenco
| Ator/Atriz           | Personagem                             | Temporada    | Temporada    |
| Ator/Atriz           | Personagem                             | 1            | 2            |
| -------------------- | -------------------------------------- | ------------ | ------------ |
| Dalila Carmo         | Lúcia Lobo Trindade                    | Antagonista  | Antagonista  |
| Pêpê Rapazote        | Filipe «Pipo» Trindade                 | Antagonista  | Protagonista |
| Margarida Vila-Nova  | Sara Colaço Pimentel                   | Protagonista | Protagonista |
| Maria João Bastos    | Olívia Falcato Galvão                  | Antagonista  | Antagonista  |
| Alexandra Lencastre  | Fernanda Sequeira Lobo                 | Regular      | Regular      |
| António Capelo       | Octávio Ferraz Nogueira                | Regular      | Regular      |
| Sofia Grillo         | Maria do Carmo Nogueira                | Regular      | Regular      |
| Nuno Homem de Sá     | Mário Veloso                           | Regular      | Regular      |
| Paula Neves          | Leonor Alves                           | Regular      | Regular      |
| São José Correia     | Beatriz Vasconcelos Varela             | Regular      | Regular      |
| Marco Delgado        | César Varela                           | Regular      | Regular      |
| Pedro Granger        | Óscar Magalhães                        | Regular      | Regular      |
| Teresa Macedo        | Joana Veloso Magalhães                 | Regular      | Regular      |
| Sílvia Rizzo         | Helena Nogueira                        | Regular      | Regular      |
| Luís Gaspar          | Artur Aguiar                           | Regular      | Regular      |
| Vera Alves           | Teresa Nunes Aguiar                    | Regular      | Ausente      |
| Maria Emília Correia | Conceição Cardoso                      | Regular      | Regular      |
| Alfredo Brito        | José Brito                             | Regular      | Regular      |
| Maria João Falcão    | Malvina Alexandra «Xana» Cardoso       | Regular      | Regular      |
| Nuno Pardal          | Nuno Fonseca                           | Regular      | Ausente      |
| Afonso Lagarto       | Filipe Duarte Fonseca                  | Regular      | Regular      |
| Miguel Nunes         | Afonso Nogueira                        | Regular      | Regular      |
| Frederico Barata     | Leonardo «Leo» Galvão                  | Regular      | Regular      |
| Júlia Palha          | Alice Lobo Trindade                    | Regular      | Regular      |
| Rodrigo Tomás        | Eduardo «Edu» Alves                    | Regular      | Regular      |
| Rodrigo Trindade     | Gabriel Lobo Trindade                  | Regular      | Regular      |
| Bárbara Branco       | Simone Nunes Aguiar                    | Regular      | Regular      |
| Joaquim Horta        | Sérgio Vasconcelos                     | Ausente      | Regular      |
| Adriano Toloza       | Enzo Castro Melo                       | Ausente      | Regular      |
| Úrsula Corona        | Letícia Prado                          | Ausente      | Regular      |
| Lúcia Moniz          | Isabel da Paz                          | Ausente      | Regular      |
| Lídia Franco         | Maria de Lurdes «Milú» Ferraz Nogueira | Participação | Participação |
| Lucélia Santos       | Marília Galvão Salles Montenegro       | Participação | Participação |
| Edwin Luisi          | Gilberto Montenegro                    | Participação | Participação |
| Cristina Lago        | Carolina «Carol» Montenegro            | Participação | Ausente      |
| Sinde Filipe         | Gaspar Lobo                            | Participação | Ausente      |
| Margarida Serrano    | Rita Lobo Trindade / Sofia Montenegro  | Infantil     | Infantil     |
| Lourenço Conde       | Tiago Magalhães                        | Infantil     | Infantil     |
| Marisa Cruz          | Eva Gonçalves                          | Adicional    | Adicional    |
| Eduardo Gaspar       | Heitor Nascimento                      | Adicional    | Adicional    |
| Marcus André         | Frederico «Fred» Pires                 | Adicional    | Adicional    |
| Mariana Bouhon       | Marta                                  | Adicional    | Adicional    |
| Ricardo Barbosa      | Agente Carlos Santos                   | Adicional    | Adicional    |

## Banda sonora
A banda sonora original da telenovela foi lançada a 13 de dezembro de 2019. O CD traz 17 canções, incluindo o tema principal da produção.
| N.º | Título                  | Música                    | Personagem  | Duração |  |
| 1.  | "Dançar na Corda Bamba" | Clã                       | Genérico    |         |  |
| 2.  | "Don't Get Me Wrong"    | The Pretenders            | Olívia      |         |  |
| 3.  | "Coming Back"           | Noble                     | Sara e Pipo |         |  |
| 4.  | "Pânico na Disco"       | SirAiva                   | Alice e Edu |         |  |
| 5.  | "Candlelight"           | Jack Savoretti            | Sara e Pipo |         |  |
| 6.  | "Walking on Sunshine"   | Katrina and the Waves     |             |         |  |
| 7.  | "Relax"                 | Frankie Goes to Hollywood | Olívia      |         |  |
| 8.  | "Thrill Seeker"         | Aurea                     |             |         |  |
| 9.  | "Segue por aí"          | Os Aurora                 | Alice e Edu |         |  |
| 10. | "Wonderful Life"        | Katie Melua               |             |         |  |
| 11. | "Meu Lugar"             | Márcia Antunes            | Marília     |         |  |
| 12. | "Terapia"               | Valada                    |             |         |  |
| 13. | "1001 Razões"           | Olavo Bilac               |             |         |  |
| 14. | "Sou Para Ti"           | Paulo Sousa               |             |         |  |
| 15. | "Melodia da Saudade"    | Fernando Daniel           |             |         |  |
| 16. | "Passarinhos"           | S. Pedro                  |             |         |  |
| 17. | "Não Sou Eu"            | João Só                   |             |         |  |

## Lista de temporadas
| Resumo | Resumo | Episódios | Episódios | Originalmente exibido  | Originalmente exibido |
| Resumo | Resumo | Episódios | Episódios | Estreia da temporada   | Final da temporada    |
| ------ | ------ | --------- | --------- | ---------------------- | --------------------- |
|        | 1      | 96        | 96        | 15 de setembro de 2019 | 22 de janeiro de 2020 |
|        | 2      | 91        | 91        | 23 de janeiro de 2020  | 15 de maio de 2020    |

## Exibição internacional

### Brasil
Está disponível na íntegra e com exclusividade na plataforma de streaming Globoplay, a primeira temporada estreou em 7 de março de 2022 e a segunda em 12 de dezembro de 2022.

## Audiências
Na estreia, dia 15 de setembro de 2019, Na Corda Bamba marcou 9,9% de rating e 19,7% de share, com cerca de 932.700 espectadores, na vice-liderança, sendo o pior resultado de uma estreia de uma telenovela da TVI em 10 anos, perdendo para a estreia da 3.ª temporada da série Golpe de Sorte da SIC.
A 22 de janeiro de 2020, quarta-feira, o último episódio da primeira temporada registou 7,7% de rating e 15,5% de share, com cerca de 724.700 espectadores, na vice-liderança.
A segunda temporada estreia um dia depois, quinta-feira, e regista 8,0% de rating e 16,2% de share, com cerca de 756.200 espectadores, na vice-liderança.
No dia 15 de maio de 2020, sábado, o último episódio de Na Corda Bamba, regista 9,9% de rating e 21,6% de share, com cerca de 940.900 espectadores, na vice-liderança, sendo um dos piores resultados de um final de uma telenovela da TVI desde Jardins Proibidos (2015).
| Média | Média     | Episódios exibidos | Rating | Share | Ref.   |
| ----- | --------- | ------------------ | ------ | ----- | ------ |
| 2019  | Setembro  | 14                 | 8,0%   | 18,6% | [ 12 ] |
| 2019  | Outubro   | 26                 | 7,8%   | 15,9% | ...    |
| 2019  | Novembro  | 21                 | 7,7%   | 16,0% | ...    |
| 2019  | Dezembro  | 20                 | 7,3%   | 15,1% | ...    |
| 2020  | Janeiro   | 22                 | 7,5%   | 15,3% | ...    |
| 2020  | Fevereiro | 24                 | 6,9%   | 15,6% | ...    |
| 2020  | Março     | 27                 | 6,9%   | 15,5% | ...    |
| 2020  | Abril     | 22                 | 8,2%   | 16,9% | ...    |
| 2020  | Maio      | 11                 | 8,7%   | 19,4% | ...    |
| Total | Total     | 187                | 7,7%   | 16,5% | [ 13 ] |

## Audiências (2022)
A 6 de junho de 2022, Na Corda Bamba regressou à TVI para uma reposição, o primeiro episódio dessa reposição atingiu 2.1 de rating, 11,9% de share e uma média de 200 mil espectadores, na vice-liderança das audiências, tendo perdido para Pantanal que era exibido na SIC no mesmo horário.
No dia seguinte, 7 de junho o segundo episódio desta reposição conseguiu 1.5 de rating, 9,8% de share e 140.900 espectadores, a novela continuou a não liderar, mas em alguns momentos ficou em 3º atrás da CMTV e da SIC.
No dia 29 de junho, a novela cresceu para um novo recorde da sua reposição, Na Corda Bamba conseguiu 2.6 de rating, 13,4% de share e 243.200 espectadores. Na vice-liderança, embora ter ficado a cerca de mais de 40 mil espectadores da SIC. No melhor momento, a trama marcava 4/16,1%.

## Prémios e indicações
| Ano  | Prémio                  | Categoria         | Resultado |
| ---- | ----------------------- | ----------------- | --------- |
| 2020 | Emmy Internacional 2020 | Melhor Telenovela | Indicado  |